# (100189) 1994 CK3
(100189) 1994 CK3 es un asteroide perteneciente al cinturón de asteroides, descubierto el 10 de febrero de 1994 por el equipo del Spacewatch desde el Observatorio Nacional de Kitt Peak, Arizona, Estados Unidos.